# Journal of the American Academy of Dermatology
Das Journal of the American Academy of Dermatology, abgekürzt J. Am. Acad. Dermatol., ist eine wissenschaftliche Fachzeitschrift, die vom Elsevier-Verlag veröffentlicht wird. Die Zeitschrift ist das offizielle Publikationsorgan der American Academy of Dermatology. Sie erscheint mit zwölf Ausgaben im Jahr und veröffentlicht Arbeiten aus dem Bereich der Dermatologie.
Der Impact Factor lag im Jahr 2014 bei 4,449. Nach der Statistik des ISI Web of Knowledge wird das Journal mit diesem Impact Factor in der Kategorie Dermatologie an vierter Stelle von 62 Zeitschriften geführt.